# Joachim von Bredow (Bischof)

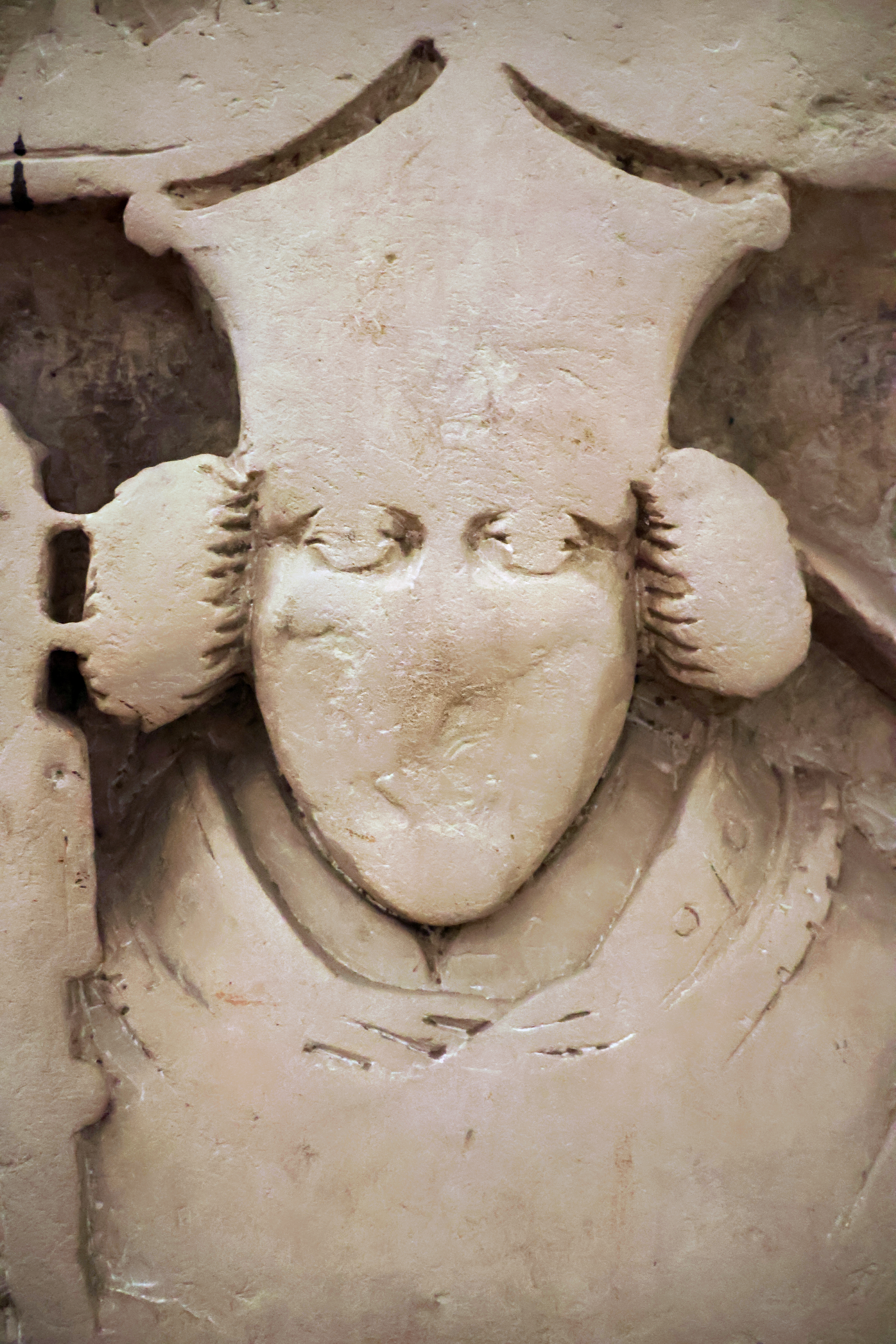
Darstellung des Bischofs Joachim I. auf seiner Grabplatte im Dom zu Brandenburg.

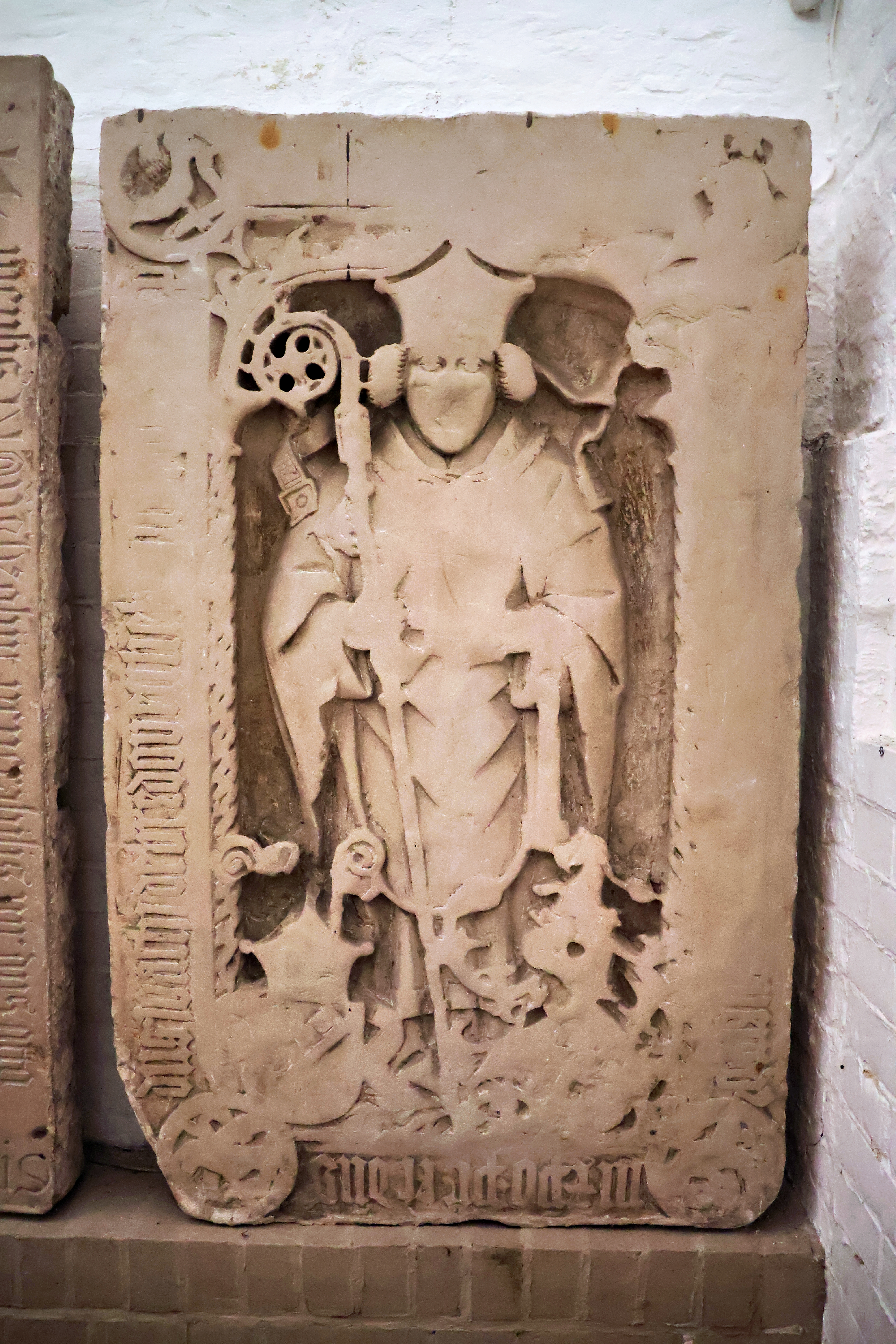
Vollständige Grabplatte, die noch zu Lebzeiten des Bischofs angefertigt wurde.

Joachim von Bredow († 22. Mai 1507) war als Joachim I. Bischof des Bistums Brandenburg und als dieser Fürstbischof des Hochstifts Brandenburg. Er regierte von 1485 bis zu seinem Tod.

## Leben und Wirken

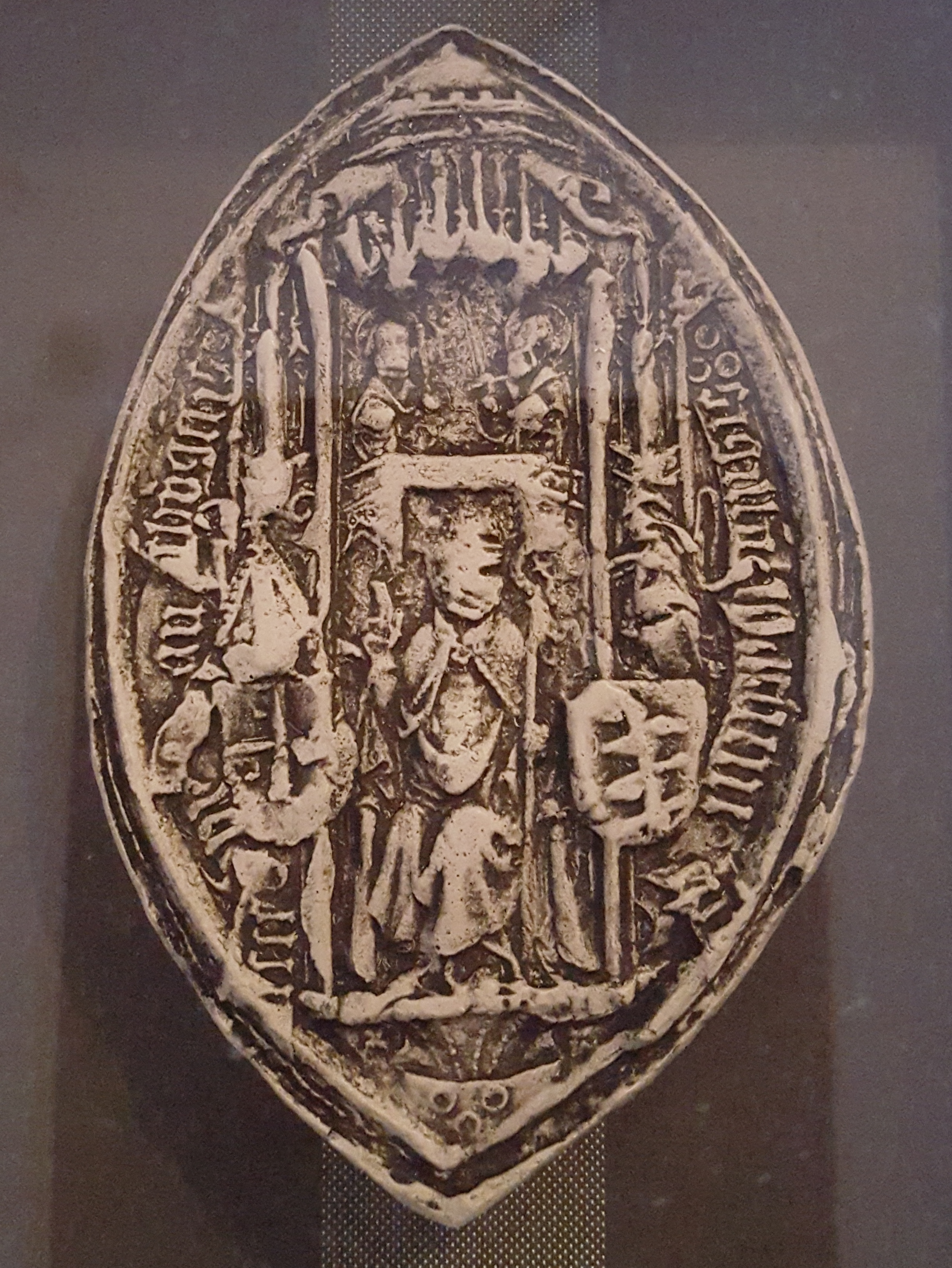
Bischöfliches Siegel Joachims I., Museum für brandenburgische Kirchen- und Kulturgeschichte des Mittelalters in Ziesar

Joachim von Bredow entstammt dem alten brandenburgischen Adelshaus von Bredow. Er wurde als jüngster Sohn Hassos II. von Bredow, welcher „Landeshauptmann sämtlicher Marken“ war, und Hedwig, geborene von Alvensleben, geboren.
Im Jahr 1461 war Joachim als Student an der Universität Leipzig nachweisbar. 1468 war er als Mitglied der Diözesankurie Teil des Hofstaates des Brandenburger Bischofs Dietrich IV. (Dietrich von Stechow). Seit dem 30. Juli 1483 war er Domherr zu Brandenburg. Joachim gehörte dem Orden der Prämonstratenser an, wie auch das Brandenburger Domkapitel aus einem Stift regulierter Prämonstratenser-Chorherren bestand.
Nach dem Tod des Bischofs Arnold von Burgsdorf wurde Joachim von Bredow zum Nachfolger gewählt. Am 14. Oktober 1485 wurde diese Wahl durch Papst Innozenz VIII. bestätigt. Konsekration und Krönung fanden am 16. April 1486 im Dom zu Brandenburg statt.
In der Folge fiel Bischof Joachim I. beispielsweise dadurch auf, dass er seinen, ihm entflohenen Narren steckbrieflich suchen ließ. Im Jahr 1489 ließ er in Leipzig bei Mauritius Brandis 55 Statuten, die die Ordnung der Seelsorge betrafen, drucken. Themen waren beispielsweise Trunkenheit an Markttagen, Testamente, Bordellbesuche, Angelegenheiten von Bettelorden, Zehntleistungen oder Feiern der Heiligen Messe. Neben dem Erlass neuer bestätigte er aber auch ältere Statutensammlungen. 1488 gab er das von Bischof Stephan Bodecker verfasste Breviarium diocesis Brandenburgensis, eine schriftliche Anleitung zur Abhaltung von Gottesdiensten und ein Verzeichnis der Ausstattung des Brandenburger Doms, heraus.
Seit 1505 war Bischof Joachim I. bereits schwer erkrankt. So war er vom persönlichen Erscheinen am kurfürstlichen Hof freigestellt. Sein Vertreter war Dr. Dietrich von Dieskau. 1506 begann noch unter Joachim I. die Wandlung des Domkapitels in ein weltliches Stift, das Domstift Brandenburg, welche 1507 durch päpstliche Bestätigung abgeschlossen wurde.
Wahrscheinlich am 22. Mai 1507, eventuell auch am 29. Mai, verstarb Joachim I. im Amt. Er wurde im Dom zu Brandenburg beerdigt.